# NGC 1902
NGC 1902 (другое обозначение — ESO 85-SC66) — рассеянное скопление в созвездии Золотой Рыбы, расположенное в Большом Магеллановом Облаке. Открыто Джоном Гершелем в 1834 году. Возраст скопления составляет 70—100 миллионов лет. Вероятно, к скоплению относится несколько красных гигантов.
Этот объект входит в число перечисленных в оригинальной редакции «Нового общего каталога».